# Darkened Skye
Darkened Skye là game hành động phiêu lưu góc nhìn thứ ba do hãng Boston Animation phát triển. Trò chơi được phát hành cho Microsoft Windows và Nintendo GameCube ở Bắc Mỹ năm 2002 và vùng PAL năm 2003. Game cũng được đóng gói với trò Outlaw Golf. Game diễn ra tại năm xứ sở (The Five Worlds): Lynlora, Ogmire, Zen'Jai, Stoneheath và The Gorgoyle Realms. Nhân vật chính trong game là một người phụ nữ trẻ tên là Skye đang sống trong một thế giới huyền ảo lên đường tìm kiếm người mẹ bị thất lạc lâu nay của mình. Cô không sử dụng được vũ khí nhưng có thể thi triển ma pháp qua việc dùng những viên kẹo Skittles và lấy gậy phép làm vũ khí cận chiến, dù nó cũng sẽ trở thành một loại vũ khí năng lượng khi sử dụng kết hợp với Skittles.

## Cốt truyện
Thế giới trong Darkened Skye thường chỉ có trong truyện cổ tích, thế giới của những vị pháp sư nhiều phép màu huyền bí. Cuộc sống thanh bình đã trở nên tồi tệ hơn kể từ khi Necroth xuất hiện, không ai biết hắn từ đâu tới, chỉ biết hắn có sức mạnh kỳ bí cùng những phép thuật hủng khiếp. Necroth đe dọa sẽ phá hủy cuộc sống êm đẹp của các cư dân yêu chuộng hòa bình. Mọi người đang tìm người anh hùng cứu thế và một thiếu nữ xinh đẹp tên là Skye đứng ra gánh vác trọng trách tiêu diệt Necroth, mang lại hòa bình cho thế giới này.

## Lối chơi
Cuộc sống của nhân vật chính lặng lẽ trôi qua một cách nhàm chán cho đến một ngày người chơi tìm thấy một con ky màu vàng. Đây là sứ giả của Thượng đế, ban tặng cho người chơi nguồn sức mạnh siêu nhiên và cả một kẻ thù nguy hiểm đó chính là Necroth. Người chơi không hề đơn độc trong chuyến hành hiệp trượng nghĩa. Bên cạnh sẽ có người bạn từ thuở ấu thơ Draak với vũ khí là một thanh trường kiếm mỏng làm trợ thủ đắc lực; Gannish lão luyện, từng trải và hữu dụng nhất trong trò chơi; và Dorian bí ẩn, xuất hiện đúng lúc người chơi cần sự giúp đỡ và biến mất ngay sau đó. Họ sẽ sát cánh cùng người chơi vượt qua năm vùng đất khác nhau với độ khó và sự nguy hiểm ngày càng tăng. Người chơi sẽ có cơ hội khám phá bí ẩn của những lăng mộ cổ xưa và chiến đấu với vô số quái vật; tham quan những khu rừng âm u, công trình kiến trúc Trung Hoa, lâu đài kiểu Gothic đặc trưng châu Âu thời Trung Cổ. Đây cũng là cơ hội để người chơi tìm về quá khứ xa xưa, đồng thời làm chủ sức mạnh của con ky bí ẩn. Trải qua hơn 30 nhiệm vụ, bí ẩn về lăng kính huyền bí và cách tiêu diệt Necroth sẽ được hé lộ. Trò chơi không chỉ đơn thuần là đánh nhau. Với trên 50 cách giao tiếp xã hội khác nhau, Darkened Skye sẽ khiến người chơi phải toát mồ hôi để tìm cách vượt qua.

## Phát triển

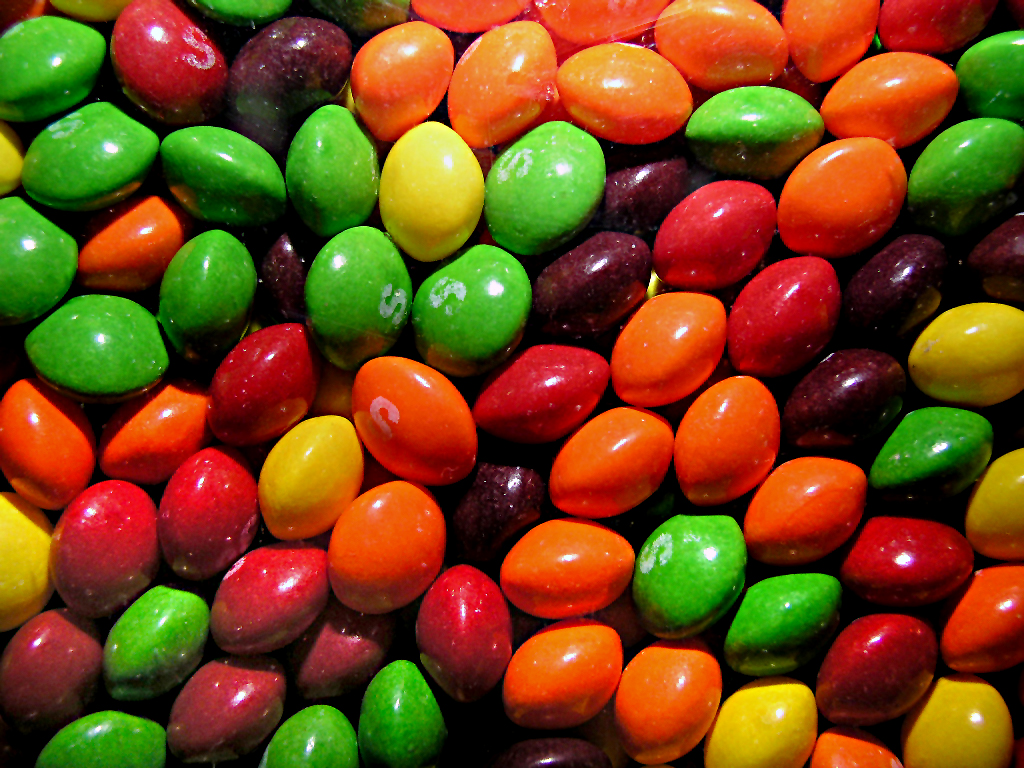
Trò chơi dựa theo nhãn hiệu kẹo Skittles.

Nhà phát hành Simon & Schuster Interactive mong muốn phát triển các tựa game dựa theo cách nhận ra các nhân vật kẹo là M&M. trong lúc đàm phán với Mars, Inc., Simon & Schuster cũng nói về việc sử dụng Skittles, làm kế hoạch dự phòng trong trường hợp M&M chấm dứt việc sử dụng. Sau cùng Mars đã cấp phép cho cả hai thương hiệu, với Skittles lấy cảm hứng từ một giả thuyết cho rằng một tựa game máy tính dựa trên Skittles có thể làm cho thương hiệu phổ biến hơn như mức tiêu thụ của ngành bánh kẹo từ chối với những người trên 20 tuổi. Sau khi các trò chơi điện tử M&M được bán đứt, nhà sản xuất Elizabeth Braswell đã đưa ra lời đề nghị phát triển game Skittles. Trong lúc cô lần đầu tiên từ chối công việc này, Braswell cuối cùng đã quyết định thực hiện dự án bằng cách tập trung vào phần gameplay và yếu tố hài hước. Một kịch bản dày 300 trang do biên kịch và nhà thiết kế game Andy Wolfendon đảm nhiệm, được viết và trình lên Mars, mà chỉ yêu cầu thay đổi một câu nói đùa, phát âm thành "damn" và "loại bỏ tất cả những con rắn ra khỏi game." Khi Braswell hỏi kỹ lại thì họ nói rằng có thể có những sinh vật giống như rắn nhưng không có con rắn thực nào cả.
Giám đốc sản xuất Dale DeSharone nói rằng mẫu concepts của game lấy cảm hứng từ các đoạn phim quảng cáo Skittles trong chương trình "Taste the Rainbow". DeSharone dẫn đầu một đội ngũ hơn 50 nhân viên ở Kiev qua hai năm, thực hiện việc phát triển Darkened Skye đồng thời với M&M's: The Lost Formulas. Đúng lúc Darkened Skye vừa xong, Simon & Schuster đã cân nhắc việc loại bỏ sự liên kết với Skittles, nhưng các nhà phát triển đã tích hợp nhãn hiệu kẹo này vào lối chơi và mẫu hội thoại trong game, vì vậy nó đã kết thúc chỉ duy việc chẳng có dính dáng gì đến Skittles trên hình bìa. Phiên bản PC được xuất xưởng vào tháng 1 năm 2002, trong khi phiên bản GameCube đã được phát hành vào tháng 11 cùng năm.

## Đón nhận
Darkened Skye nhận được nhiều ý kiến trái chiều từ giới phê bình. Các trang web tổng hợp kết quả đánh giá GameRankings và Metacritic chấm cho phiên bản GameCube số điểm 62.63% và 61/100 và phiên bản PC số điểm 62.40% và 65/100. Phần lối chơi được đem ra so sánh với các game như Tomb Raider và dòng game The Legend of Zelda. Matthew Kato của Game Informer đã phát biểu rằng anh ta thích hệ thống phép thuật trong khi gọi phần chiến đấu "khổ sở ở mức trung bình".
Phản ứng với vị thế sản phẩm của game có hơi khác biệt. Johnny Lui của Game Revolution cho rằng việc sử dụng trông khéo léo và sáng tạo hơn các tựa game sử dụng quảng cáo khác. Viết bài cho Computer Gaming World, Erik Wolpaw đã gọi đây là một trò chơi tuyệt vời về game Skittles. Riêng CNNMoney đã gọi việc sử dụng Skittles trong game "vị thế sản phẩm trắng trợn nhất kể từ Chap Stick trong những quảng cáo dành choThe Mothman Prophecies." GameTrailers đã xếp Darkened Skye đứng ở vị trí thứ hai trong "Top 10 Shameless Licensed Games" (Top 10 game trơ trẽn nhất được cấp phép), chỉ sau Chase the Chuck Wagon trên hệ máy Atari 2600. GamesRadar thì xếp tựa game này vào danh sách "Worst Mash-Ups", trong khi sự xuất hiện của Skittles  là một phần trong danh sách những món đồ trang sức quý giá tồi tệ nhất trong game.